# Howard Baker
Howard Henry Baker, Jr., född 15 november 1925 i Huntsville, Tennessee, död 26 juni 2014 i Huntsville, Tennessee, var en amerikansk republikansk politiker.
Han var ledamot av USA:s senat som senator för Tennessee 1967-1985, Vita Husets stabschef 1987-1988 och USA:s ambassadör i Japan 2001-2005. Baker var känd för sin medlingsförmåga och kallades därför "The Great Conciliator" under sin tid i senaten.

## Biografi
Baker studerade vid Tulane University i New Orleans och The University of the South i Sewanee. Han tjänstgjorde i USA:s flotta 1943-1946 och avlade 1949 juristexamen vid University of Tennessee College of Law. Han inledde därefter sin karriär som advokat i Tennessee.
Baker förlorade 1964 års fyllnadsval till USA:s senat mot Ross Bass. Bass förlorade två år senare demokraternas primärval mot guvernör Frank G. Clement. Republikanerna i Tennessee nominerade Baker på nytt till senaten och i andra försöket besegrade han guvernören Clement. Baker omvaldes två gånger, 1972 och 1978. Han var minoritetsledare i senaten 1977-1981 och majoritetsledare 1981-1985. 1984 tilldelades han Frihetsmedaljen, Presidential Medal of Freedom.
Baker efterträdde Donald Regan 1987 som Vita husets stabschef. Relationerna mellan Vita huset och senaten hade inte varit de bästa under Regans tid och USA:s president Ronald Reagan ansågs vilja förbättra dessa relationer genom att utse Baker till ny stabschef. Baker själv hade ställt sig kritisk till Donald Regans maktutövning och ville ha en jämnare maktbalans mellan Vita huset och USA:s kongress. Baker efterträddes följande år av Kenneth Duberstein.
Baker tjänstgjorde ännu under George W. Bushs första mandatperiod som ambassadör. Han har varit gift med döttrar till två framträdande republikanska politiker. Hans första hustru Joy, som avled i cancer, var dotter till Everett Dirksen, långvarig minoritetsledare i senaten. Baker gifte om sig 1996 med Nancy Landon Kassebaum som är dotter till Alf Landon, republikanernas presidentkandidat i presidentvalet i USA 1936. Nancy Landon Kassebaum Baker är också själv en framträdande republikansk politiker; hon var ledamot av USA:s senat från Kansas 1978-1997.